# Helse machines
Helse machines (originele titel: Infernal Devices) is het derde deel van de Levende steden-serie, geschreven door de Britse auteur Philip Reeve. De Engelse titel van de tetralogie is Mortal Engines Quartet.